# Късна Дзин
Късната династия Дзин (на манджурски: ᠮᡝᡵᡤᡝᠨ ᡤᡳᠶᠠᠨ, на китайски: 后金, Hòu Jīn) е манджурска държава, основана от Нурхаци през 1616 г. в Манджурия. Тя е пряк предшественик на династия Цин, която по-късно ще завладее Китай и ще управлява до 1912 г. Името „Късна Дзин“ е избрано в чест на старата джърдженска династия Дзин (1115 – 1234), съществувала през Средновековието.

## История

### Основаване
Късната династия Дзин е основана от манджурския вожд Нурхаци през 1616 г. след успешното обединение на повечето джърдженски племена в Манджурия. Обявявайки се за хан на новата държава, Нурхаци се стреми да утвърди независимостта на народа си от китайската династия Мин и да изгради легитимна политическа алтернатива. Освен политическо обединение, новата династия бележи началото на прехода на манджурите от номадски народ към създатели на империя.

### Наименование
Името „Дзин“ (金 – „злато“) не е избрано случайно. То съзнателно напомня за старата династия Дзин (1115 – 1234), основана от джурчените, предците на манджурите, която управлява северната половина на Китай и се противопоставя на Сунската династия. Като използва това име, Нурхаци заявява историческа приемственост и легитимност, представяйки себе си като възстановител на изгубеното величие. С добавката „Късна“ (后) той подчертава новия етап в развитието на народа и своята роля като съвременен продължител на джърдженската държавност.

#### Столица
Първоначално столицата на Късната Дзин се намира в Хетуала (манджурски: ᡥᡝᡨᡠᠯᠠ), малко укрепено селище в днешна провинция Ляонин. С нарастването на територията и административните нужди, столицата е преместена в Мукден (днешен Шънян). Мукден е стратегически разположен и бързо се превръща в център на управление, култура и военна подготовка. Именно в Мукден са изградени първите цински императорски дворци, които служат като модел за по-късния Забранен град в Пекин.

### Политическа система
Късната династия Дзин налага специфична форма на управление, в която водеща роля играе системата на Осемте знамена. Създадена от Нурхаци, тя служи както за военна мобилизация, така и за административен контрол над населението. Всяко знаме представлява племенна и военна единица, включваща семейства, войници и командири. Тази структура позволява на ханската власт да упражнява строг контрол и да осигури лоялност от подчинените. Централната власт е силно концентрирана в ръцете на хана, който едновременно изпълнява ролята на политически, военен и духовен водач. С времето административната система се допълва от китайски чиновници и модели, които Хонг Тайджи въвежда като част от модернизацията на държавата.

### Преобразуване в династия Цин
След смъртта на Нурхаци през 1626 г., властта преминава в ръцете на неговия осиновен син и наследник Хонг Тайджи. Той продължава военните кампании, но също така провежда важни вътрешни реформи. През 1635 – 1636 г. Хонг Тайджи променя името на народа от „джърджени“ на „манджури“ и официално преименува държавата от „Късна Дзин“ на Цин. Новото име – 清 (чистота) – е избрано с идеологически и символични мотиви, свързани както с противопоставянето на корупцията на Мин, така и с философски концепции за баланса между вода и огън. Това преименуване бележи окончателния преход от ханство към империя, готова да поеме властта над Китай.